# Yatsuhashi

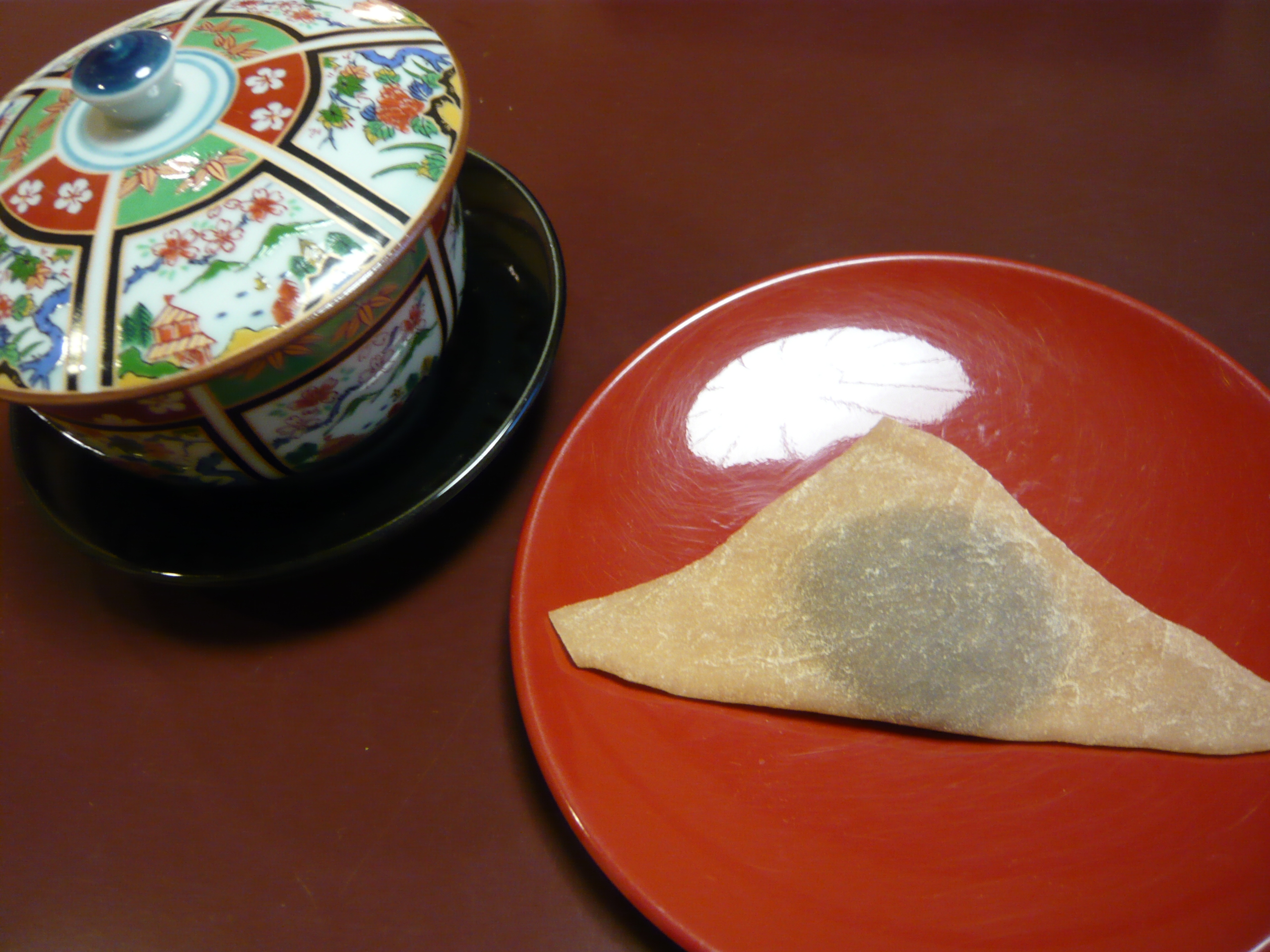
Yatsuhashi

Yatsuhashi (jap. 八ツ橋) sind japanische Süßigkeiten. Sie werden in Kyōto als Miyage verkauft.
Zunächst wird Reis zu Pulver zermahlen. Der Pulverreis wird mit Zimt und Zucker gemischt. Bei getrocknetem Yatsuhashi wird dies dann getrocknet, bei rohem Yatsuhashi mit der Adzukibohne gerollt. 
Den Namen der Süßigkeit Yatsuhashi kann man – sinngemäß – mit Winkelbrücke wiedergeben: die Zimtstangen sind Bretter einer schmalen Brücke in Zickzack-Form, so  wie es das erste Zeichen – 八 – darstellt. Das ist das Zeichen für die Zahl acht, das hier wegen seiner Form genutzt wird. Diese Yatsuhashi sind in vielen Parks als Steg über einen Teich zu finden. Und wenn sie ein Iris-Feld durchqueren, erinnert das die Japaner an eine berühmte Erzählung, das Ise Monogatari, welche mit Kyoto in Verbindung steht. 